# Бєльські (герб княжий)
Бєльські (Бєльський, Більський, пол. Bielski) – княжий герб невідомих кольорів. Власний герб князів Більських (Бєльських).

## Опис герба
У полі невідомого кольору півмісяць баром вгору, над ним та між його кінцями по шестикутній зірці. 
Над щитом княжа корона.

## Історія
Герб принесений з Московії в кінці XV століття.

## Гербовий рід
Князі Більські (Бєльські).

## Дивись також
- Бєльські
- Бєльські